# Rekonstrukcja piersi

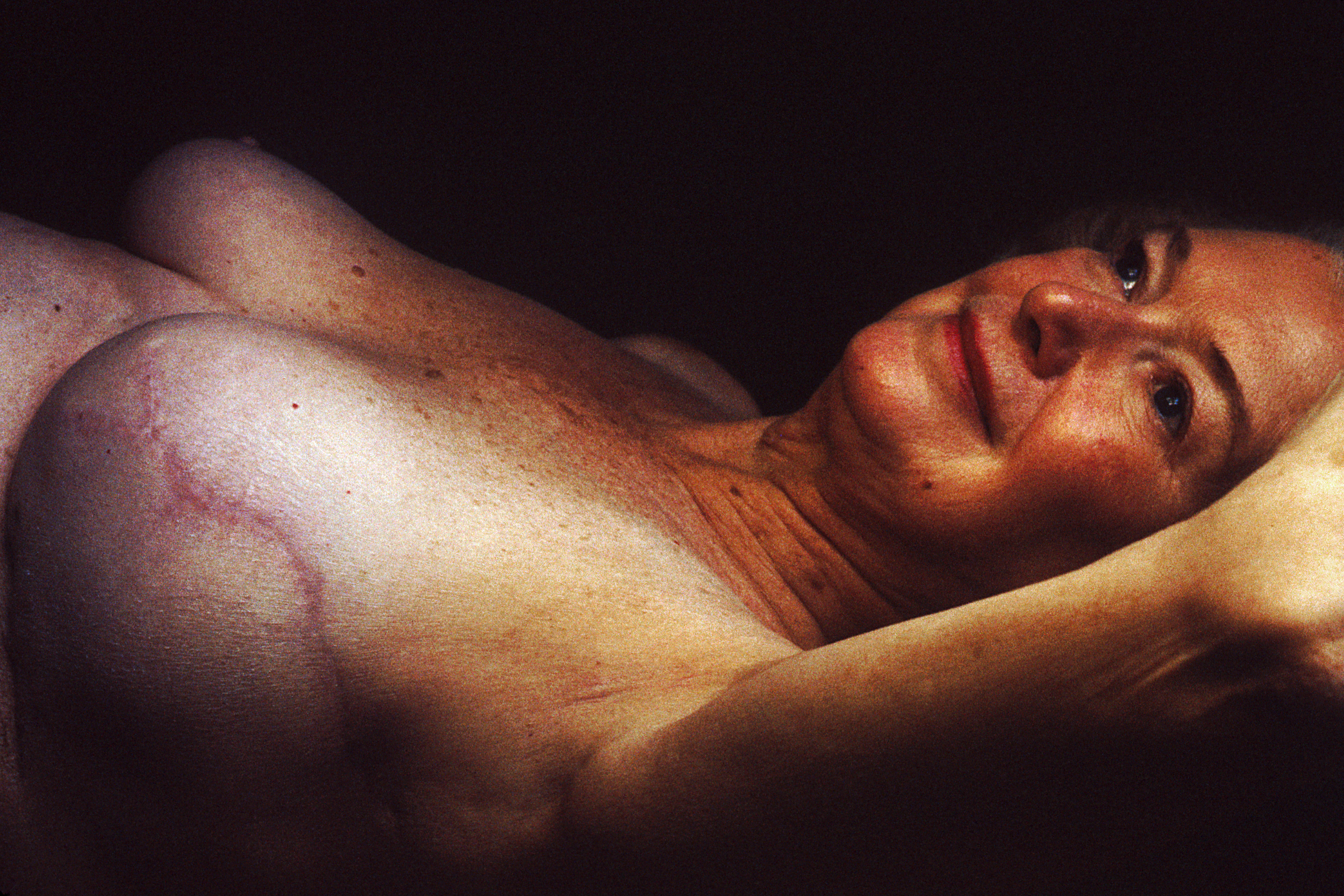
Rekonstrukcja piersi po mastektomii, brak sutka, widoczna blizna.

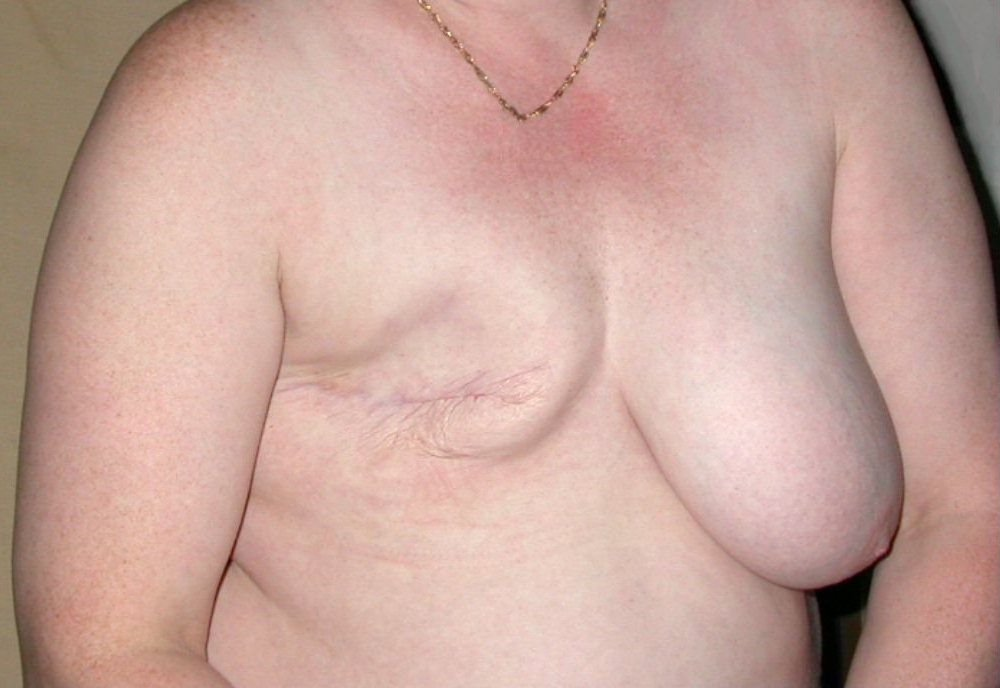
Stan po prawostronnej mastektomii

Rekonstrukcja piersi (ang. breast reconstruction) jest to zabieg z zakresu chirurgii plastycznej i rekonstrukcyjnej polegający na odtworzeniu kobiecej piersi, najczęściej po przebytej mastektomii. Zabieg wykonywany jest ze względów estetycznych oraz zdrowia psychicznego.
Mastektomia jest jedyną metodą walki z nowotworem piersi w zaawansowanym stadium. Utrata jednej lub obu piersi to dla kobiet głęboki uraz psychiczny. Rekonstrukcja utraconej piersi pozwala wrócić do normalnego życia i odzyskać stan równowagi psychicznej. W zabiegu wykorzystuje się własną tkankę pacjentki oraz protezy silikonowe. Negatywnym efektem rekonstrukcji piersi są możliwe powikłania, konieczność przeprowadzenia dodatkowych procedur chirurgicznych oraz to, że nowa pierś może różnić się w dotyku i wyglądzie od drugiej, naturalnej piersi.

## Potencjalne osoby
Kandydatka do zabiegu powinna być przygotowana emocjonalnie, nie powinna mieć problemów z prawidłowym gojeniem się ran, o ustabilizowanej wadze ciała i najlepiej nie paląca gdyż palenie tytoniu zwiększa ryzyko wystąpienia powikłań po zabiegu. Przewlekłe choroby takie jak cukrzyca, czy nadciśnienie tętnicze, stanowią względne przeciwwskazania do zabiegu.
Zabieg rekonstrukcji piersi może być wykonywany jedną z wielu metod, o ile nie ma przeciwwskazań do zastosowania danej metody. Przy zabiegach wykorzystujących płat ze ściany brzucha, bezwzględnym przeciwwskazaniami jest przebyta wcześniej plastyka brzucha. Do względnych przeciwwskazań można zaliczyć również obecność na podbrzuszu znacznej wielkości poprzecznej blizny.

## Bezpieczeństwo zabiegu
Rekonstrukcja piersi jak każdy zabieg chirurgiczny niesie ze sobą ryzyko wystąpienia powikłań, występują one niezmiernie rzadko jednak należy się liczyć z ryzykiem ich wystąpienia. Do typowych powikłań związanych z chirurgią plastyczną można zaliczyć: długo utrzymujące się krwiak i obrzęki, zaburzenia czucia, uszkodzenie a nawet martwica tkanek. Ponadto może dojść do zakrzepicy żył, problemów z gojeniem się ran pooperacyjnych, krwawienia, powstania nieestetycznej blizny. W przypadku rekonstrukcji piersi z wykorzystaniem własnej tkanki, uwzględnia się powikłania występujące w obszarze dawczym.

## Przygotowanie do zabiegu
Przed zabiegiem konieczne jest przeprowadzenie podstawowych badań diagnostycznych aby wykluczyć ewentualne przeciwwskazania. Kobiety zakwalifikowane do zabiegu powinny poważnie pomyśleć o odstawieniu nałogu tytoniowego. Na co najmniej 6 tygodni przez zabiegiem powinno się zaprzestać przyjmowania leków i suplementów diety wpływających na rozrzedzenie krwi. Zaliczyć do nich można aspirynę i wszelkie jej pochodne. Przygotowując się do zabiegu należy przygotować odpowiedni ubiór, sukienki i koszulki zapinane, luźne i nie wkładane przez głowę. Przez kilka dni bezpośrednio po zabiegu, będzie potrzebna pomoc drugiej osoby.

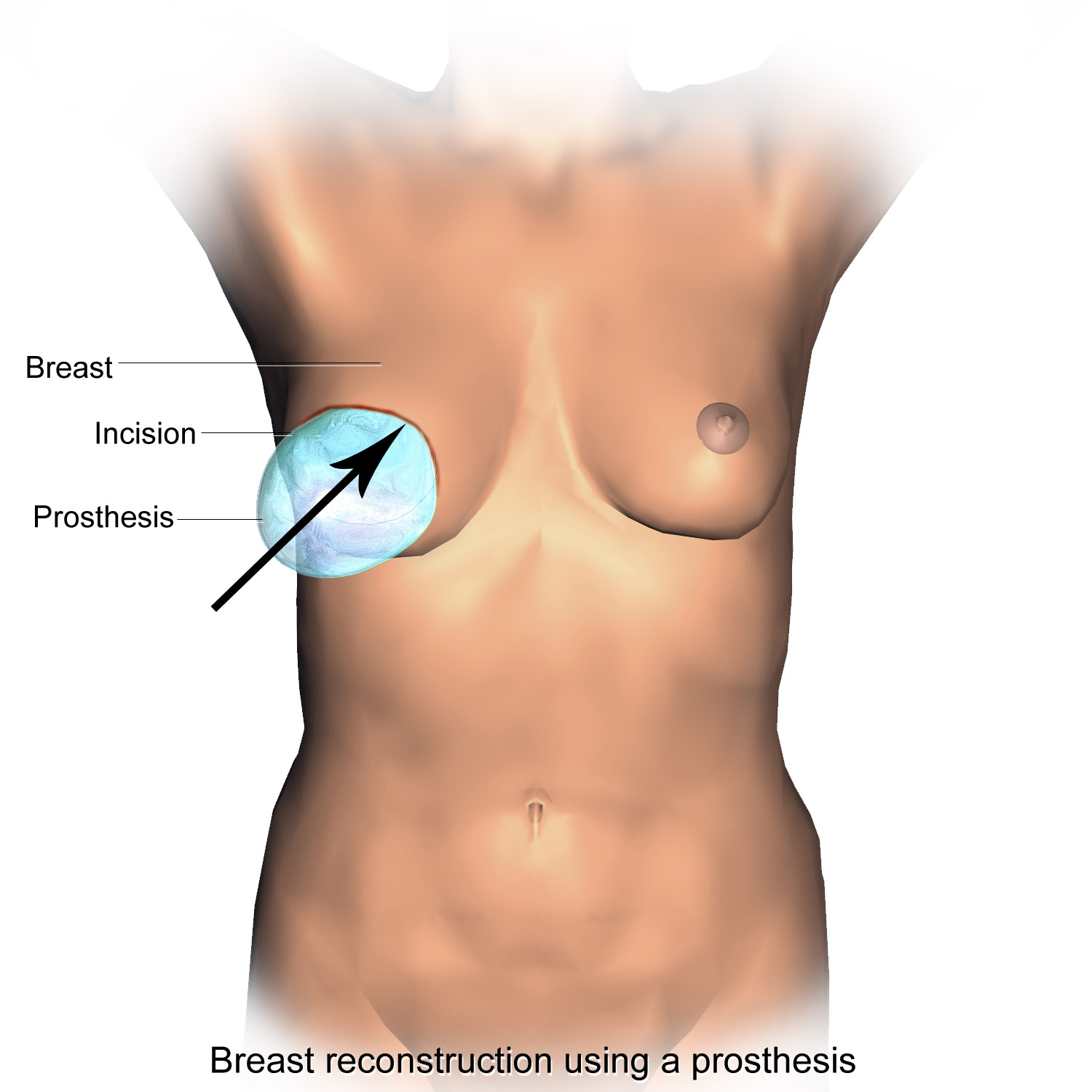
Rekonstrukcja piersi z użyciem protezy.

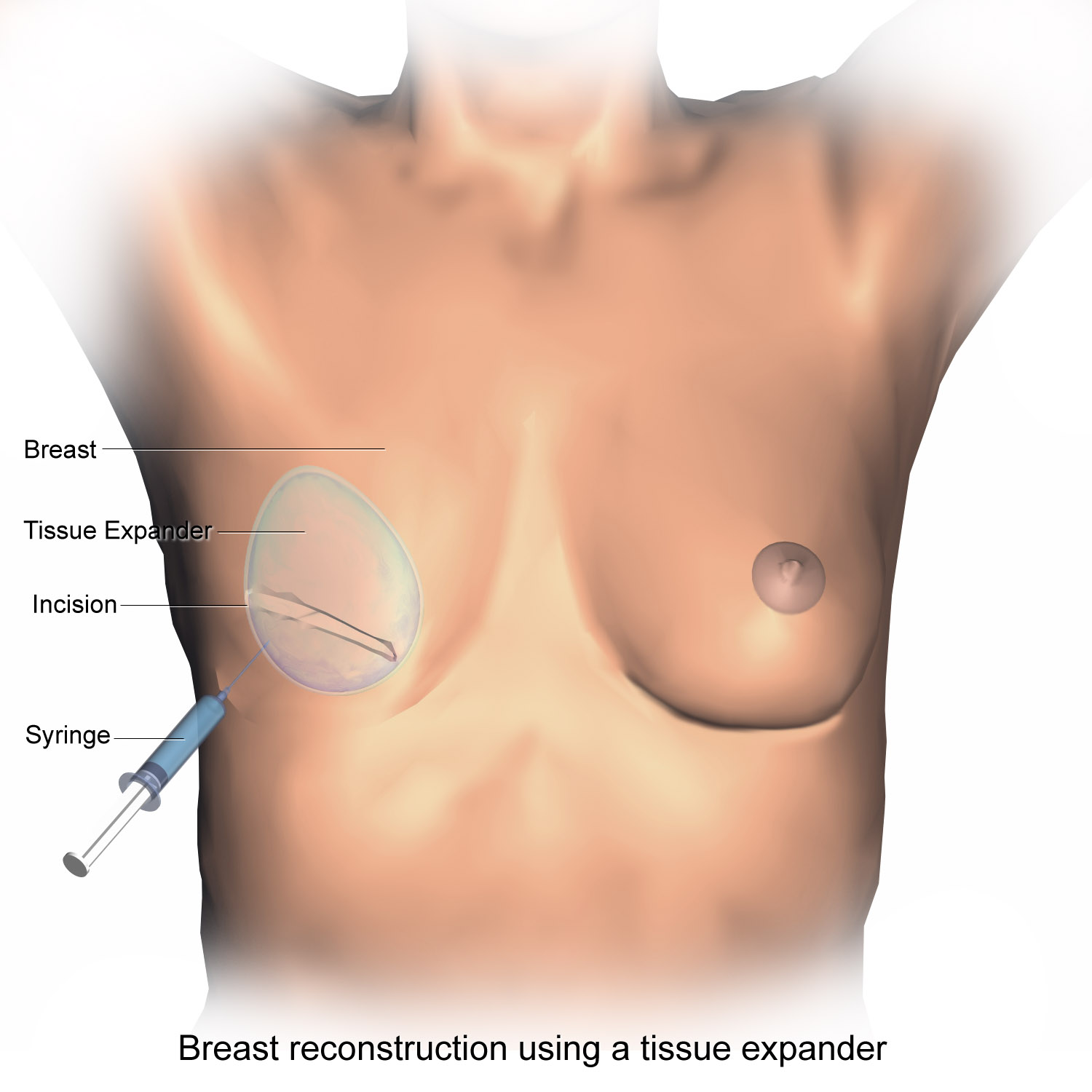
Rekonstrukcja piersi z użyciem ekspandera tkankowego.

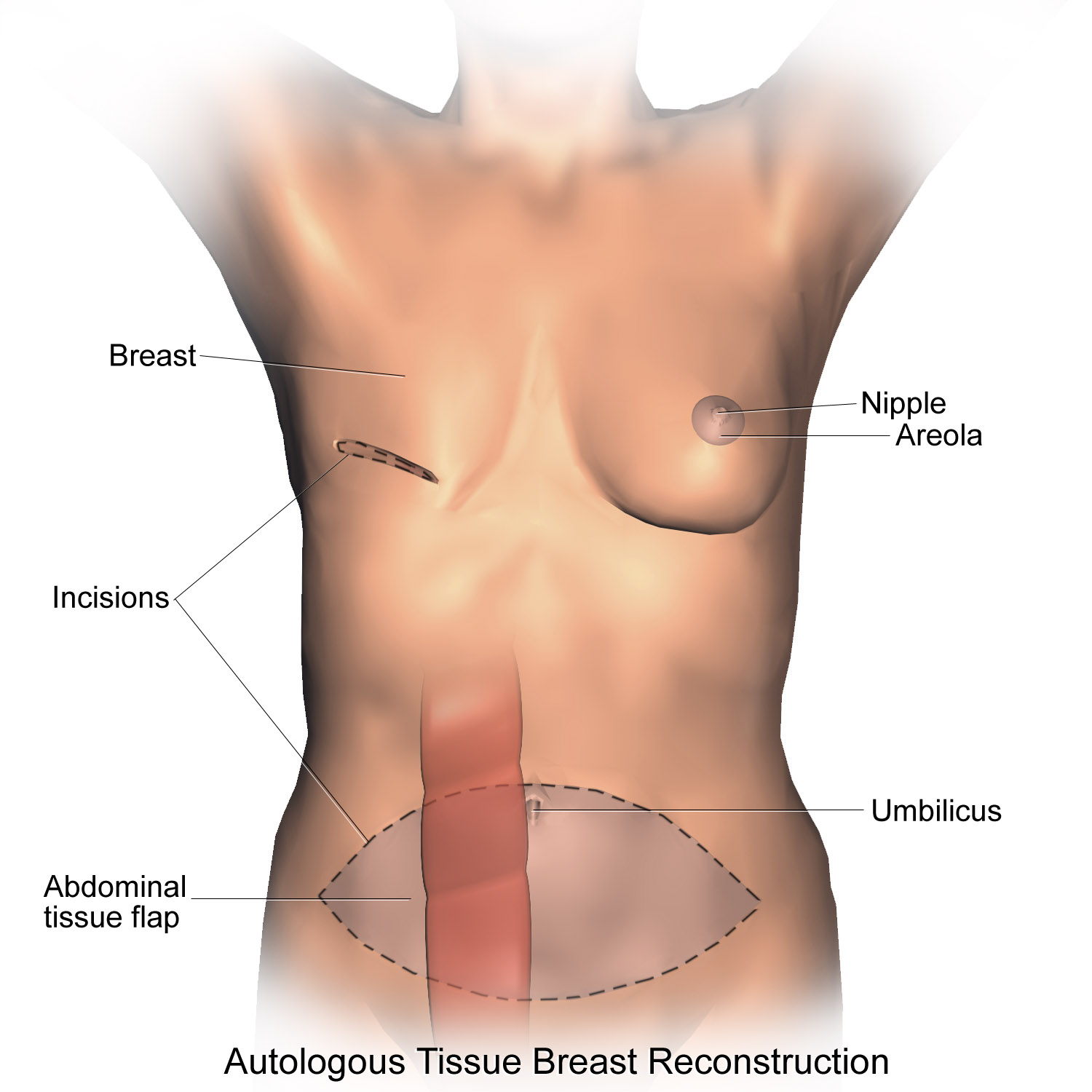
Rekonstruckaj piersi z wykorzystaniem płata TRAM.

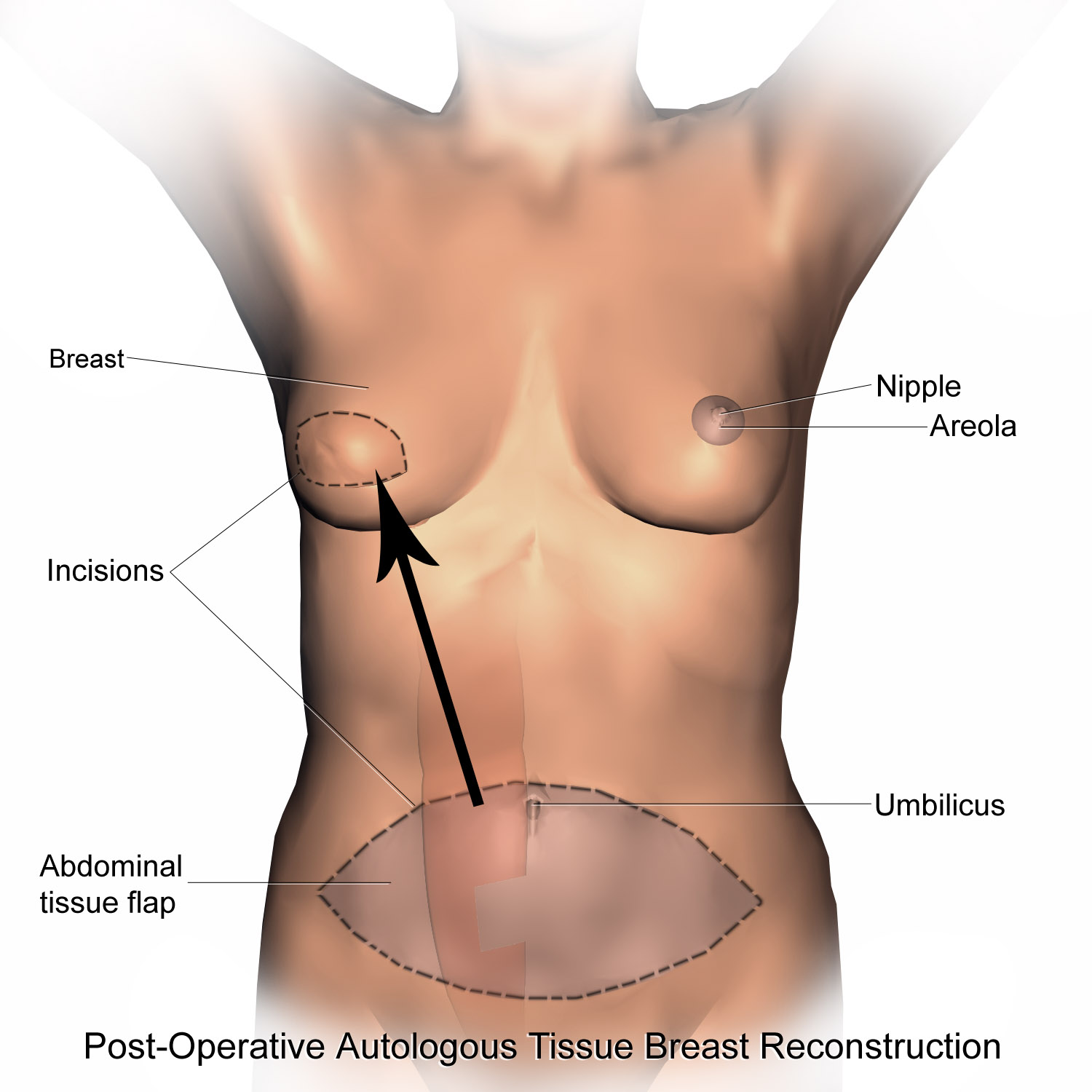
Stan pooperacyjny po rekonstrukcji piersi.

## Metody rekonstrukcji piersi
Ogólnie można podzielić rekonstrukcje piersi na natychmiastową oraz odroczoną. Z różnych względów wykonanie rekonstrukcji natychmiast po jej usunięciu może być przeciwwskazane. Przez wiele lat panował pogląd, że nie należy łączyć zabiegu usunięcia z rekonstrukcją piersi. Obecnie coraz częściej chirurdzy łączą obie procedury co pozwala na oszczędzenie pacjentce nieprzyjemnego okresu oczekiwania na kolejny zabieg.
Bez względu na czas w jakim rekonstrukcja jest przeprowadzana rekonstrukcje można przeprowadzić używając własnych tkanek pacjentki lub protezy.

### Rekonstrukcja wykorzystująca implanty
Rekonstrukcja z wykorzystaniem implantów wszczepianych pod tkanki klatki piersiowej jest stosunkowo łatwą procedurą. Podczas zabiegu używane są implanty wykorzystywane w zabiegach powiększenia piersi. Zaletą takiego rozwiązania jest prosta procedura oraz łagodny, krótki okres rekonwalescencji. Minusem tej metody jest konieczność przeprowadzenia jej w dwóch etapach z kilkumiesięczną przerwą. Najpierw pod kieszenią mięśnia piersiowego większego wprowadzany jest ekspander tkankowy, który stopniowo uzupełniany jest solą fizjologiczną co ma na celu odpowiednie rozciągnięcie skóry. Gdy skóra odpowiednio się rozciągnie, co zajmuje na ogół kilka miesięcy, w miejsce expandera umieszczany jest operacyjnie implant (najczęściej silikonowy). W ciele pacjentki znajduje się ciało obce, co sprawia, że w wielu przypadkach implanty po latach trzeba wymieniać (pęknięcie, tworzenie się torebki włóknistej wokół implantu). Proteza silikonowa daje na ogół gorsze efekty estetyczne niż rekonstrukcje z wykorzystanie własnej tkanki.

### Rekonstrukcja wykorzystująca tkanki własne
Można wyróżnić cztery najczęściej stosowane procedury wykorzystujące tkanki własne w rekonstrukcji piersi:

#### Płaty skórno-mięśniowe
- Płat TRAM (ang. Transverse Rectus Abdominis Myocutaneous Flap). W zabiegu wykorzystywany jest uszypułowany płat skórno-mięśniowy zawierający jeden z mięśni prostych brzucha. Płat zawiera także skórę oraz tkankę podskórną z podbrzusza. Jest to zakres od pępka, do przednich górnych kolców biodrowych oraz spojenia łonowego. Tak pobrany fragment tkanek jest wystarczający do odtworzenia nawet dużych piersi. Po zabiegu pozostaje blizna przebiegająca w poprzek podbrzusza, którą w łatwy sposób można ukryć pod standardową bielizną. Zabieg obarczony jest ryzykiem wystąpienia powikłania naczyniowego. Cały płat przenoszony jest w podskórnym tunelu na ścianę klatki piersiowej. W dolnym odcinku mięsień prosty jest odcinany i płat zaopatrywany jest przez przebiegające w mięśniu naczynia nabrzuszne górne. W miejsce pobranego mięśnia prostego brzucha wszywana jest syntetyczna siatka, której zadaniem jest wzmocnienie ściany brzucha i tym samym zapobiegnięcie powstania przepukliny[1][7][8].
- Płat LD (łac. latissimus dorsi) z mięśnia najszerszego grzbietu – wykorzystanie płata skórno-mięśniowego najszerszego grzbietu, jest najstarszą technika wykorzystującą rekonstrukcje piersi własnymi tkankami. Mięsień ten jest odcinany od swoich przyczepów a następnie w podskórnym tunelu przenoszony jest na ścianę klatki piersiowej. Ze względu na zbyt małą ilość podskórnej tkanki tłuszczowej, pod mięsień najszerszy grzbietu umieszczany jest implant. Metoda ta sprawdza się u szczupłych kobiet z małymi piersiami, u których nie występuje dostateczna ilość tkanek w podbrzuszu która umożliwiałaby rekonstrukcje płatem DIEP[1][9].

#### Płaty skórno-tłuszczowe
- Płat DIEP (ang. Deep Inferior Epigastric Perforator) jest płatem opartym na perforatorach tętnicy nabrzusznej dolnej głębokiej. Jest to płat przenoszony jako wolny,  co oznacza, że naczynia zaopatrujące go w krew są odcinane wraz z płatem, a następnie po jego przeniesieniu zespalane z naczyniami na klatce piersiowej (najczęściej naczyniami piersiowymi wewnętrznymi). Przy wykorzystaniu tej metody konieczne jest zastosowanie technik mikrochirurgicznych do połączenia naczyń krwionośnych. Podczas operacji wykorzystuje się skórę i tkankę podskórną co jest główną zaletą tej metody i odróżnia go od płata TRAM. Mięsień prosty brzucha nie jest pobierany a jego pochewka po pobraniu naczynia jest zszywana warstwowo co eliminuje konieczność wykorzystania synestetycznej siatki[8][9][9][10].
- Płat SIEA przewiduje przeszczepienie tej samej tkanki co w metodzie DIEP. Różnica polega na mniejszej szkodliwości zabiegu dla obszaru dawczego. W metodzie tej nie ma konieczności preparowania mięśnia w poszukiwaniu naczyń- wykorzystuje się naczynia powierzchowne leżące w tkance podskórnej. Metodę tę stosuje się wówczas, gdy tętnica i żyła nabrzuszna powierzchowna mają wystarczającą średnicę. Jeśli śródoperacyjnie stwierdza się zbyt mały kaliber naczyń to postępuje się jak w przypadku płata DIEP.[7][9].

## Operacja
Pierwszym etapem zabiegu jest znieczulenie – rekonstrukcje piersi wykonuje się w znieczuleniu ogólnym, a sam zabieg może trwać nawet do 8 godzin( w przypadku tkanek własnych). W zależności od wybranej metody wykonywane są odpowiednie cięcia, a pierś jest rekonstruowana. Na koniec cięcia są zszywane szwem chirurgicznym. Po rekonstrukcji piersi wykorzystywany jest często tatuaż medyczny, np. w celu odtworzenia otoczki brodawki sutkowej. Tatuaż medyczny wykorzystuje się również do tuszowania blizn po zabiegu.

## Rekonwalescencja
Po zabiegu w ciele pacjentki pozostają dreny, piersi owijane są bandażem lub zakładany jest specjalny biustonosz. Ma to na celu zminimalizować ryzyko wystąpienia krwiaków i zmniejszenie obrzęku. Jeżeli zabieg przeprowadzany był z wykorzystaniem tkanki pochodzącej z mięśnia prostego brzucha, na brzuch zakładany jest specjalny pas uciskowy, który należy nosić przez najbliższe kilka tygodni. Przez pierwsze dni po zabiegu podawane są leki rozrzedzające krew w celu uzyskania lepszego ukrwienia operowanej okolicy. Po około 4 dniach wyciągane są dreny. Zaleca się wówczas aby pacjentka chodziła w celu zapobiegania wystąpienia powikłań zakrzepowych. Szwy zdejmowane są po około 2 tygodniach. Po około miesiącu rekonwalescencji można powrócić do pracy.